# James Conlon

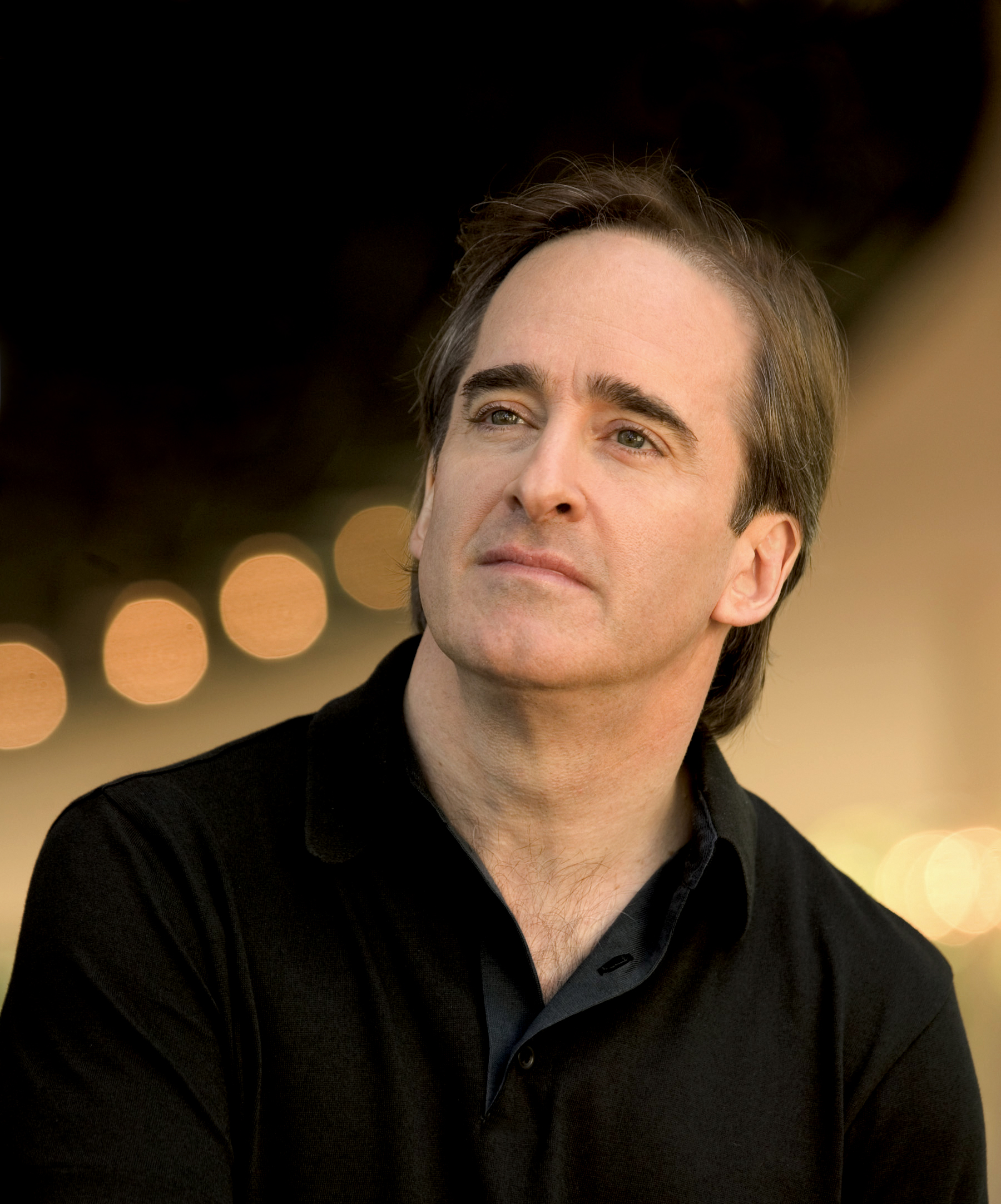
James Conlon

James Conlon (nacido el 18 de marzo de 1950)  es un director de orquesta estadounidense. Actualmente es director musical de la Ópera de Los Ángeles, hasta 2020 director principal de la Orquesta Sinfónica Nacional de la RAI y asesor artístico de la Orquesta Sinfónica de Baltimore.

## Primeros años
Conlon creció en Douglaston, Queens, Nueva York. Su madre, Angeline L. Conlon, era escritora independiente. Su padre fue asistente del Comisionado de Trabajo de Nueva York en la administración de Robert F. Wagner. Sus hermanos no tenían inclinaciones musicales, ni tampoco sus padres. Cuando tenía once años, fue a una producción de La traviata de la North Shore Opera. Entonces pidió lecciones de música y se convirtió en un tiple (niño soprano) en un coro de niños en una compañía de ópera en Queens. Soñaba con ser tenor y luego barítono. Finalmente se dio cuenta de que la única manera de hacer todo en la ópera era convertirse en director. 

## Formación
Conlon ingresó a la High School of Music & Art a la edad de quince años y a los dieciocho fue aceptado en el programa de dirección del Aspen Music Festival and School. En septiembre de 1968 ingresó en la prestigiosa Juilliard School of music. En 1970, la Orquesta de la Juilliard realizó una gira educativa por Europa y fue invitado al Festival de Spoleto al año siguiente como asistente de Thomas Schippers, realizando trabajos como répétiteur y director de coro. Durante ese periodo dirigió una interpretación de Boris Godunov. Recordó que se había enamorado de esta ópera a una edad temprana y había soñado que sería la primera ópera que dirigiría. 
En 1972, en una producción programada de la Juilliard de La bohème dirigida por Michael Cacoyannis, el director Thomas Schippers se retiró repentinamente por enfermedad. En ese momento, Maria Callas estaba dando una serie de clases magistrales en la Juilliard y escuchó a Conlon ensayar. Le sugirió al presidente de la Juilliard, Peter Mennin, que Conlon debería intervenir para dirigir en sustitución de Schippers.

## Carrera
Conlon recibió el premio de dirección de la Asociación Orquestal Nacional Estadounidense y en 1974 se convirtió en el director más joven contratado para la serie de suscripción de la Orquesta Filarmónica de Nueva York. En 1976 hizo su debut en la Metropolitan Opera y su debut británico con la Scottish Opera, y en 1979 debutó en el Covent Garden. Fue nombrado director del Cincinnati May Festival en 1979, cargo que ocupó hasta 2016. Después de compromisos con la Ópera de París, el Maggio Musicale de Florencia, la Orquesta Filarmónica de Róterdam y la Ópera Lírica de Chicago, Conlon se convirtió en director titular de la Ópera de Colonia en 1989. En 1996 fue nombrado director musical de la Ópera Nacional de París.
Desde su debut con la Filarmónica de Nueva York en 1974 por invitación de Pierre Boulez, Conlon ha aparecido con prácticamente todas las orquestas importantes de América del Norte y Europa. También ha aparecido con muchas de las principales compañías de ópera del mundo, como el Teatro alla Scala (Milán), la Royal Opera en Covent Garden (Londres), la Lyric Opera of Chicago y el Maggio Musicale Fiorentino (Florencia). Asociado desde hace casi 30 años a la Metropolitan Opera, donde debutó en 1976, ha dirigido allí más de 250 representaciones, liderando un amplio abanico de obras de los repertorios italiano, alemán, francés, ruso y checo.
Conlon ha ocupado varios cargos importantes en Europa, incluido el de director principal de la Filarmónica de Róterdam (1983–1991), director general de música ( GMD ) de la ciudad de Colonia (1989–2002), donde fue simultáneamente director general de la Orquesta Gürzenich y de la Opera y director principal de la Ópera Nacional de París (1995-2004), donde su permanencia en París fue la más larga de cualquier director desde 1939. En 2015 fue nombrado director titular de la Orquesta Sinfónica Nacional RAI.

## Carrera en los Estados Unidos
Conlon ha sido director musical de la Ópera de Los Ángeles desde la temporada 2006-2007. Su trabajo allí ha incluido una serie llamada "Voces recuperadas", un proyecto de varios años durante el cual Conlon presentó óperas de compositores perseguidos por el Tercer Reich. La serie incluyó un programa doble de Der Zwerg de Alexander von Zemlinsky y Der zerbrochene Krug de Viktor Ullmann, y óperas de compositores como Schreker y Braunfels. Conlon ha dirigido siete de las óperas de Wagner con la Ópera de Los Ángeles, incluida la primera interpretación en Los Ángeles de Der Ring des Nibelungen, en 2008-2009. En septiembre de 2021, la compañía anunció la nueva extensión del contrato de Conlon como director musical, hasta la temporada 2024-2025. 
El mandato de Conlon como director musical del Cincinnati May Festival, de 1979 a 2016, fue el mandato más largo en la historia del festival. Se desempeñó como director musical del Festival Ravinia de 2005 a 2015. En noviembre de 2020, la Orquesta Sinfónica de Baltimore anunció el nombramiento de Conlon como su asesor artístico, a partir de la temporada 2021-2022, por un período de tres temporadas, un nombramiento inusual ya que Conlon no había dirigido la orquesta antes del anuncio.  Conlon realizó su primer concierto con la Orquesta Sinfónica de Baltimore en octubre de 2021.

## Grabaciones
Conlon ha grabado extensamente para los sellos EMI, Erato, Capriccio y Sony Classical. Hizo su primera grabación para Telarc del estreno mundial del oratorio St. Stanislaus de Franz Liszt, lanzado en enero de 2004. Defensor de las obras de Alexander Zemlinsky, ha realizado nueve grabaciones de las óperas y obras orquestales del compositor con la Orquesta Gürzenich de Colonia para EMI. Varias de estas grabaciones individualmente han obtenido prestigiosos premios internacionales y, en octubre de 2002, la serie recibió el premio ECHO Classic 2002 por "Logro editorial del año". Conlon también inauguró una nueva serie de obras del siglo XX con Capriccio, que incluye un CD de obras de Erwin Schulhoff con la Bayerischer Rundfunk y un CD/DVD de obras de Viktor Ullmann con la Orquesta Gürzenich, que ganó el Preis der deutschen Schallplattenkritik. (Premio a la excelencia de la crítica discográfica alemana). Sus otras grabaciones de Capriccio incluyen las obras de Karl Amadeus Hartmann y Dmitri Shostakovich con el violinista Vladimir Spivakov y la Filarmónica de Colonia. Su grabación más reciente es un CD de obras de Bohuslav Martinů con la Orquesta Sinfónica de la Radio de Baviera en Capriccio.

## Televisión
PBS emitió una serie de seis programas presentados por Conlon titulada Encore durante la primavera de 2006, parte de una serie de documentales en curso sobre su trabajo con los finalistas del Concurso Internacional de Piano Van Cliburn, que también incluyeron "Playing on the Edge" y "Oír con James Conlon". Entre sus otras apariciones televisivas recientes en PBS se encuentran Concerto, seis programas de media hora presentados por Conlon y el Cincinnati May Festival 2000.

## Premios seleccionados
- Grand Prix du Disque (Francia), para la grabación de EMI de Zemlinsky: The Dwarf, 1997[8]
- En 1999, Conlon recibió el Premio Zemlinsky de la Universidad de Cincinnati College-Conservatory of Music, otorgado solo una vez antes, por sus esfuerzos para llevar la música del compositor a la atención internacional.[9]
- Recibió un doctorado honoris causa en Música por la Juilliard School en 2004,[10] un doctorado honoris causa en Artes por la Universidad de Chapman en 2009[11] y un Doctorado honorario en Humanidades por la Universidad de Brandeis en 2009.[12]
- En 2005, Conlon recibió uno de los cinco Premios Opera News anuales otorgados por primera vez en reconocimiento a las contribuciones distinguidas de figuras destacadas en el mundo de la ópera.[13]
- Ha sido honrado por la Biblioteca Pública de Nueva York como "Library Lion", un premio anual otorgado a personas en reconocimiento a sus contribuciones a través de su trabajo.[14]
- Conlon fue nombrado Officier de L' Ordre des Arts et des Lettres por el gobierno francés en 1996, y en septiembre de 2004 fue ascendido a Comandante, el más alto honor otorgado por el Ministerio de Cultura de Francia. En septiembre de 2002, Conlon recibió la distinción más alta de Francia de manos del presidente de la República Francesa, Jacques Chirac, la Légion d'Honneur.[9]
- Conlon fue honrado por la Liga Anti-Difamación por su trabajo defendiendo a los compositores silenciados por el Tercer Reich. Conlon recibió el premio Globo de Cristal de la Liga en el Festival Ravinia en Highland Park, cerca de Chicago, el 12 de agosto de 2007.[15]
- Conlon recibió la Medalla de la Sociedad Americana Liszt en reconocimiento a sus distintivas interpretaciones de las obras del compositor.[16]
- Recibió el Premio Galileo 2000 de Italia por su importante contribución a la música, el arte y la paz en Florencia en 2008.[17]
- Conlon recibió el Premio Dushkin del Instituto de Música de Chicago en reconocimiento a su arte y pasión como intérprete, educador y mentor en 2009.[18]
- La interpretación de Conlon de Rise and Fall of the City of Mahagonny de Kurt Weill ganó un premio Grammy en 2009 a la mejor grabación de ópera . La grabación se realizó con la Ópera de Los Ángeles.[19]
- Conlon fue incluido en 2009 en el Salón de la Fama de la Música Clásica Estadounidense.[20]
- Premio Lifetime Achievement Award del Istituto Italiano di Cultura en Los Ángeles por su actividad de por vida y dedicación a la música y excelencia en la dirección en Italia, así como en todo el mundo en 2011.[10]
- Commendatore dell'Ordine Al merito della Repubblica Italiana ( Orden al Mérito de la República Italiana ) conferida por Sergio Mattarella, Il Presidente della Repubblica 30 de diciembre de 2016.[21][22]
- La grabación de estreno mundial de Conlon de The Ghosts of Versailles de John Corigliano con la Ópera de Los Ángeles ganó el Premio Grammy 2017 a la Mejor Grabación de Ópera y el Premio Grammy al Mejor Álbum de Ingeniería Clásica.[23]

## Discografía seleccionada
- Berlioz: Béatrice et Bénédict, Erato Disques.
- John Corigliano - Los fantasmas de Versalles. James Conlon, Patricia Racette, Christopher Maltman, Kristinn Sigmundsson, Joshua Guerrero, Ópera de Los Ángeles . PENTATONO PTC 5186538 (2016)
- Liszt: Sinfonía Fausto, Erato Disques.
- Mendelssohn: Elijah, EMI Classics.
- Puccini: La Bohème, Erato/Sello Rojo, 1998.
- Heroínas de Puccini: El poder del amor, Warner, 2002.
- Shostakovich: Concierto para violín núm. 1; Suite Lady Macbeth de Mtsensk, Capriccio, 2002.
- Bo Skovhus: Arias, Sony Clásica, 1998.
- Stravinsky: Le Rossignol, EMI, 1999.
- Zemlinsky: Eine florentinische Tragödie, EMI Classics, 1997.
- Zemlinsky: El enano, EMI, 1997.
- Zemlinsky: Sinfonías núms. 1 y 2, Angel, 1998.
- Zemlinsky: Cymbeline Suite/Ein Tanzpoem/Frühlingsbegräbnis, EMI, 2001.
- Zemlinsky: Obras corales y orquestales, EMI, 2002.
- Amore II: Gran amor italiano Arias, Sony Classical, 2000.
- <i id="mwARE">A Salute to American Music</i> (Richard Tucker Music Foundation Gala XVI), RCA Victor Red Seal, 1992.